# Seznam památných stromů v okrese Uherské Hradiště
Toto je seznam památných stromů v okrese Uherské Hradiště, v němž jsou uvedeny památné stromy na území okresu Uherské Hradiště.
| Název                           | Obrázek                      | Umístění                                                                             | Druh                                 | Obvod [v cm] | Kód wikidata     | Galerie                                                   | Poznámka |
| ------------------------------- | ---------------------------- | ------------------------------------------------------------------------------------ | ------------------------------------ | --- | ---------------- | --------------------------------------------------------- | --- |
| Bojkovský dub nad kostelem      | Bojkovský dub nad kostelem   | Bojkovice 49°2′28″ s. š., 17°48′41″ v. d.                                            | dub letní                            | 475 | 100671 Q26785677 |                                                           | Ve svahu nad městem u hřbitova; pamětník vpádu Turků a Kumánů |
| Lípy u sv. Jána                 | Lípy u svatého Jána          | Boršice u Buchlovic, Stříbrnice u Uherského Hradiště 49°4′14″ s. š., 17°19′10″ v. d. | lípa malolistá (3)                   | & Chyba ve výrazu: Neočekávaný operátor / Chyba ve výrazu: Neočekávaný operátor / Chyba ve výrazu: Neočekávaný operátor / Chyba ve výrazu: Neočekávaný operátor / Chyba ve výrazu: Neočekávaný operátor / Chyba ve výrazu: Neočekávaný operátor / Chyba ve výrazu: Neočekávaný operátor / Chyba ve výrazu: Neočekávaný operátor / Chyba ve výrazu: Neočekávaný operátor / Chyba ve výrazu: Neočekávaný operátor / Chyba ve výrazu: Neočekávaný operátor / Chyba ve výrazu: Neočekávaný operátor / Chyba ve výrazu: Neočekávaný operátor / Chyba ve výrazu: Neočekávaný operátor / Chyba ve výrazu: Neočekávaný operátor / -1.0000-0 | 100666 Q26783320 | Kategorie „Lípy u svatého Jána“ na Wikimedia Commons      | Na okraji účelové komunikace vedle kříže z r. 1733, cca 1,5 km severozápadně od obce Stříbrnice, na rozhraní katastru Boršice u Buchlovic a katastru Stříbrnice; obvod kmenů: 228 cm, 239 cm, 372 cm |
| Dub zimní "U Vavřového"         |                              | Břestek 49°6′18″ s. š., 17°19′24″ v. d.                                              | dub zimní                            | 437 | 106143 Q36255650 |                                                           | Na okraji lesa v lokalitě "U Vavřového" vedle opravené bývalé hájenky. Stáří cca 200 let. |
| Sekvojovec v Chabaních          | Sekvojovec v Chabaních       | Břestek 49°6′40″ s. š., 17°20′52″ v. d.                                              | sekvojovec obrovský                  | 612 | 100676 Q12051342 | Kategorie „Sekvojovec v Chabaních“ na Wikimedia Commons   | Na travnatém pozemku severozápadně od obce Břestek, v místní části Chabaně |
| Buk lesní                       | Buk u Dlouhé řeky            | Buchlovice 49°6′30″ s. š., 17°16′24″ v. d.                                           | buk lesní                            | 405 | 100681 Q26785696 | Kategorie „Buk u Dlouhé řeky“ na Wikimedia Commons        | Při okraji zpevnění lesní cesty, cca 1,2 km severně od hájenky Na pile, v údolí toku Dlouhé řeky, přírodní park Chřiby                                                                               |
| Dub letní                       | Dub letní                    | Buchlovice 49°4′51″ s. š., 17°18′15″ v. d.                                           | dub letní                            | 400 | 100678 Q26785687 | Kategorie „Dub letní in Buchlovice“ na Wikimedia Commons  | V údolí toku Dlouhé řeky, na okraji místní komunikace cca 2 km západně od vodní nádrže Nad Sovínem, přírodní park Chřiby                                                                             |
| Dub zimní                       | Dub u Dlouhé řeky            | Buchlovice 49°4′58″ s. š., 17°17′23″ v. d.                                           | dub zimní                            | 375 | 100680 Q26785692 | Kategorie „Dub u Dlouhé řeky“ na Wikimedia Commons        | Při okraji zpevněné lesní cesty, cca 2 km jihovýchodně od hájenky Na Pile, v údolí toku Dlouhé řeky, přírodní park Chřiby                                                                            |
| Duby pod táborem                |                              | Buchlovice 49°4′39″ s. š., 17°17′33″ v. d.                                           | dub letní (3)                        | & Chyba ve výrazu: Neočekávaný operátor / Chyba ve výrazu: Neočekávaný operátor / Chyba ve výrazu: Neočekávaný operátor / Chyba ve výrazu: Neočekávaný operátor / Chyba ve výrazu: Neočekávaný operátor / Chyba ve výrazu: Neočekávaný operátor / Chyba ve výrazu: Neočekávaný operátor / Chyba ve výrazu: Neočekávaný operátor / Chyba ve výrazu: Neočekávaný operátor / Chyba ve výrazu: Neočekávaný operátor / Chyba ve výrazu: Neočekávaný operátor / Chyba ve výrazu: Neočekávaný operátor / Chyba ve výrazu: Neočekávaný operátor / Chyba ve výrazu: Neočekávaný operátor / Chyba ve výrazu: Neočekávaný operátor / -1.0000-0 | 100667 Q26783315 | Kategorie „Duby pod táborem“ na Wikimedia Commons         | Při okraji místní komunikace, cca 2,5 km západně od vodní nádrže Nad Sovínem, v areálu bývalého dětského tábora Družba, přírodní park Chřiby                                                         |
| Tomeškův dub                    |                              | Buchlovice 49°7′27″ s. š., 17°17′16″ v. d.                                           | dub zimní                            | 370 | 100682 Q26785699 | Kategorie „Tomeškův dub“ na Wikimedia Commons             | Na okraji zpevněné lesní cesty, cca 0,5 km jihozápadně od hájenky Zikmundov, přírodní park Chřiby |
| Buk nad Bzovou                  |                              | Bzová u Uherského Brodu 48°59′49″ s. š., 17°50′28″ v. d.                             | buk lesní                            | 445 | 104863 Q26789515 |                                                           | V lese nad cestou směrem na Starý Hrozenkov nedaleko jihozápadní části obce |
| Lípy u Bzovské kapličky         | Lípy u Bzovské kapličky      | Bzová u Uherského Brodu 49°0′19″ s. š., 17°50′4″ v. d.                               | lípa srdčitá (2)                     | & Chyba ve výrazu: Neočekávaný operátor / Chyba ve výrazu: Neočekávaný operátor / Chyba ve výrazu: Neočekávaný operátor / Chyba ve výrazu: Neočekávaný operátor / Chyba ve výrazu: Neočekávaný operátor / Chyba ve výrazu: Neočekávaný operátor / Chyba ve výrazu: Neočekávaný operátor / Chyba ve výrazu: Neočekávaný operátor / Chyba ve výrazu: Neočekávaný operátor / Chyba ve výrazu: Neočekávaný operátor / Chyba ve výrazu: Neočekávaný operátor / Chyba ve výrazu: Neočekávaný operátor / Chyba ve výrazu: Neočekávaný operátor / Chyba ve výrazu: Neočekávaný operátor / Chyba ve výrazu: Neočekávaný operátor / -1.0000-0 | 105724 Q26783323 |                                                           | Ve středu obce u kapličky a pomníku padlých |
| Duby u Kopánky                  |                              | Drslavice 49°2′22″ s. š., 17°35′54″ v. d.                                            | dub letní (2)                        | & Chyba ve výrazu: Neočekávaný operátor / Chyba ve výrazu: Neočekávaný operátor / Chyba ve výrazu: Neočekávaný operátor / Chyba ve výrazu: Neočekávaný operátor / Chyba ve výrazu: Neočekávaný operátor / Chyba ve výrazu: Neočekávaný operátor / Chyba ve výrazu: Neočekávaný operátor / Chyba ve výrazu: Neočekávaný operátor / Chyba ve výrazu: Neočekávaný operátor / Chyba ve výrazu: Neočekávaný operátor / Chyba ve výrazu: Neočekávaný operátor / Chyba ve výrazu: Neočekávaný operátor / Chyba ve výrazu: Neočekávaný operátor / Chyba ve výrazu: Neočekávaný operátor / Chyba ve výrazu: Neočekávaný operátor / -1.0000-0 | 104683 Q26783332 |                                                           | Na okraji lesního porostu, cca 1 km jižně od obce, 100 m od studánky s místním názvem Kopánka; lesní komplex je součástí nadregionálního bioentra "Hluboček"; obvod kmenů: 462 cm, 489 cm            |
| Hruška v Horním poli            | Hruška v Horním poli         | Horní Němčí, Slavkov u Uherského Brodu 48°56′24″ s. š., 17°37′ v. d.                 | hrušeň obecná                        | 360 | 105471 Q26790053 |                                                           | Na mezi na severním okraji obce Horní Němčí na hranici katastrů |
| Lípa v Ohrádce                  | Lípa v Ohrádce               | Hostětín 49°3′12″ s. š., 17°52′33″ v. d.                                             | lípa srdčitá                         | 425 | 105504 Q26790078 |                                                           | Na svahu terasového stupně nad potoční nivou Koleláče u vegetační kořenové čistírny |
| Hruška za Jánem                 |                              | Hradčovice 49°4′31″ s. š., 17°35′41″ v. d.                                           | hrušeň obecná                        | 450 | 105883 Q26790499 |                                                           | Na okraji lesního komplexu 500 m východně od kóty Rovná hora |
| Kněžpolský dub                  | Kněžpolský dub               | Kněžpole 49°6′3″ s. š., 17°29′50″ v. d.                                              | dub letní                            | 430 | 106044 Q26790657 | Kategorie „Kněžpolský dub“ na Wikimedia Commons           | V lesním porostu lužního lesa |
| Hruška Pavlových                | Chráněná hrušeň v Korytné    | Korytná 48°56′20″ s. š., 17°39′30″ v. d.                                             | hrušeň obecná                        | 285 | 105361 Q26789810 |                                                           | Na pastvině nad západní částí obce |
| Mařatická oskeruše              | Mařatická oskeruše           | Mařatice 49°4′4″ s. š., 17°29′49″ v. d.                                              | jeřáb oskeruše                       | 340 | 100672 Q26785680 | Kategorie „Mařatická oskeruše“ na Wikimedia Commons       | Uprostřed lokality Mařatické vinohrady |
| Hrušeň obecná                   | Chráněná hruška v Míkovicích | Míkovice nad Olšavou 49°1′34″ s. š., 17°30′33″ v. d.                                 | hrušeň obecná                        | 375 | 100685 Q26785708 |                                                           | Na louce jižně od obce Míkovice na úbočí severozápadní části lesního komplexu Hluboček v blízkosti katastrální hranice s k.ú. Hluk                                                                   |
| Lípa u božích muk               |                              | Mistřice 49°5′23″ s. š., 17°32′22″ v. d.                                             | lípa malolistá                       | 310 | 105943 Q26790560 |                                                           | Narozcestí polních cest Mistřice-Bílovice u božích muk |
| Lípa pod kostelem               | Lípa pod kostelem            | Osvětimany 49°3′27″ s. š., 17°15′6″ v. d.                                            | lípa malolistá                       | 460 | 104682 Q26789326 |                                                           | U kostela v Osvětimanech, vedle komunikace pro pěší |
| Lípa u Kolelače                 |                              | Pitín 49°3′16″ s. š., 17°51′43″ v. d.                                                | lípa srdčitá                         | 410 | 100690 Q26785722 |                                                           | Na levém okraji silnice směrem na Slavičín, cca 3 km za obcí |
| Spáčilova oskoruša              |                              | Pitín 49°1′59″ s. š., 17°51′22″ v. d.                                                | jeřáb oskeruše                       | 267 | 104740 Q26789368 |                                                           | Na severním svahu lokality Vršek jihovýchodně od obce Pitín |
| Hruška za kostelem v Prakšicích | Prakšická hrušeň             | Prakšice 49°4′2″ s. š., 17°38′20″ v. d.                                              | hrušeň obecná                        | 352 | 104684 Q26789327 |                                                           | Za kostelem na okraji obce Prakšice, v blízkosti místní komunikace |
| Dub zimní                       |                              | Staré Hutě na Moravě 49°8′25″ s. š., 17°17′27″ v. d.                                 | dub zimní                            | 530 | 100679 Q26785689 |                                                           | Na okraji bukového lesa, cca 1 km severovýchně od středu obce, přírodní park Chřiby |
| Malíkova lípa                   | Malíkova lípa                | Staré Hutě na Moravě 49°8′21″ s. š., 17°17′13″ v. d.                                 | lípa malolistá                       | 400 | 100670 Q26785675 | Kategorie „Malíkova lípa“ na Wikimedia Commons            | Na travnatém pozemku severně od obce, v údolí toku Kyjovky, přírodní park Chřiby |
| Buk u Zámečku                   | Buk u Zámečku                | Strání 48°54′8″ s. š., 17°42′24″ v. d.                                               | buk lesní převislý                   | 270 | 100665 Q26785667 |                                                           | Před budovou bývalého zámečku v obci Strání |
| Dub u Kamenné búdy              | Dub u Kamenné búdy           | Strání 48°53′30″ s. š., 17°39′28″ v. d.                                              | dub letní                            | 366 | 100689 Q26785720 |                                                           | U Kamenné boudy při cestě na Velkou Javořinu, asi 3 km od levostranné odbočky silnice Strání-Slavkov                                                                                                 |
| Lípy u kapličky                 | Lípy u kapličky              | Strání 48°54′27″ s. š., 17°41′39″ v. d.                                              | lípa velkolistá (1) lípa srdčitá (1) | & Chyba ve výrazu: Neočekávaný operátor / Chyba ve výrazu: Neočekávaný operátor / Chyba ve výrazu: Neočekávaný operátor / Chyba ve výrazu: Neočekávaný operátor / Chyba ve výrazu: Neočekávaný operátor / Chyba ve výrazu: Neočekávaný operátor / Chyba ve výrazu: Neočekávaný operátor / Chyba ve výrazu: Neočekávaný operátor / Chyba ve výrazu: Neočekávaný operátor / Chyba ve výrazu: Neočekávaný operátor / Chyba ve výrazu: Neočekávaný operátor / Chyba ve výrazu: Neočekávaný operátor / Chyba ve výrazu: Neočekávaný operátor / Chyba ve výrazu: Neočekávaný operátor / Chyba ve výrazu: Neočekávaný operátor / -1.0000-0 | 100664 Q26783327 |                                                           | U kapličky na okraji obce |
| Skalická oskeruše               |                              | Stříbrnice u Uherského Hradiště 49°3′13″ s. š., 17°17′19″ v. d.                      | jeřáb oskeruše                       | 332 | 100669 Q26785672 |                                                           | Uvnitř neudržovaného jabloňového sadu, vpravo od silnice směrem na Medlovice; přírodní park Chřiby                                                                                                   |
| Topol u Volenova                |                              | Suchá Loz 48°57′49″ s. š., 17°40′47″ v. d.                                           | topol šedavý                         | 690 | 100686 Q26785711 |                                                           | U vodoteče Hradecký járek, 1 km jihozápadně od obce Suchá Loz |
| Štefkův dub                     |                              | Topolná 49°8′26″ s. š., 17°32′38″ v. d.                                              | dub letní                            | 360 | 106515           |                                                           | V křovinách obklopené zemědělskou půdou využívané jako orná půda v trati Kopaniny severně od Topolné.                                                                                                |
| Duby z areálu nemocnice         |                              | Uherské Hradiště 49°3′48″ s. š., 17°27′20″ v. d.                                     | dub červený (4)                      | & Chyba ve výrazu: Neočekávaný operátor / Chyba ve výrazu: Neočekávaný operátor / Chyba ve výrazu: Neočekávaný operátor / Chyba ve výrazu: Neočekávaný operátor / Chyba ve výrazu: Neočekávaný operátor / Chyba ve výrazu: Neočekávaný operátor / Chyba ve výrazu: Neočekávaný operátor / Chyba ve výrazu: Neočekávaný operátor / Chyba ve výrazu: Neočekávaný operátor / Chyba ve výrazu: Neočekávaný operátor / Chyba ve výrazu: Neočekávaný operátor / Chyba ve výrazu: Neočekávaný operátor / Chyba ve výrazu: Neočekávaný operátor / Chyba ve výrazu: Neočekávaný operátor / Chyba ve výrazu: Neočekávaný operátor / -1.0000-0 | 106071 Q26783310 |                                                           | Na travnaté ploše v areálu nemocnice |
| Kudláčovy platany               |                              | Uherské Hradiště 49°3′48″ s. š., 17°27′3″ v. d.                                      | platan javorolistý (2)               | & Chyba ve výrazu: Neočekávaný operátor / Chyba ve výrazu: Neočekávaný operátor / Chyba ve výrazu: Neočekávaný operátor / Chyba ve výrazu: Neočekávaný operátor / Chyba ve výrazu: Neočekávaný operátor / Chyba ve výrazu: Neočekávaný operátor / Chyba ve výrazu: Neočekávaný operátor / Chyba ve výrazu: Neočekávaný operátor / Chyba ve výrazu: Neočekávaný operátor / Chyba ve výrazu: Neočekávaný operátor / Chyba ve výrazu: Neočekávaný operátor / Chyba ve výrazu: Neočekávaný operátor / Chyba ve výrazu: Neočekávaný operátor / Chyba ve výrazu: Neočekávaný operátor / Chyba ve výrazu: Neočekávaný operátor / -1.0000-0 | 106127 Q26783314 |                                                           | Na travnaté ploše mezi objekty nemocnice |
| Platany u nádraží               |                              | Uherské Hradiště 49°4′2″ s. š., 17°27′30″ v. d.                                      | platan javorolistý (2)               | & Chyba ve výrazu: Neočekávaný operátor / Chyba ve výrazu: Neočekávaný operátor / Chyba ve výrazu: Neočekávaný operátor / Chyba ve výrazu: Neočekávaný operátor / Chyba ve výrazu: Neočekávaný operátor / Chyba ve výrazu: Neočekávaný operátor / Chyba ve výrazu: Neočekávaný operátor / Chyba ve výrazu: Neočekávaný operátor / Chyba ve výrazu: Neočekávaný operátor / Chyba ve výrazu: Neočekávaný operátor / Chyba ve výrazu: Neočekávaný operátor / Chyba ve výrazu: Neočekávaný operátor / Chyba ve výrazu: Neočekávaný operátor / Chyba ve výrazu: Neočekávaný operátor / Chyba ve výrazu: Neočekávaný operátor / -1.0000-0 | 100674 Q26783303 |                                                           | V městském parku u vlakového nádraží, podél ulice Nádražní |
| Platany ve Smetanových sadech   |                              | Uherské Hradiště 49°3′59″ s. š., 17°28′2″ v. d.                                      | platan javorolistý (5)               | & Chyba ve výrazu: Neočekávaný operátor / Chyba ve výrazu: Neočekávaný operátor / Chyba ve výrazu: Neočekávaný operátor / Chyba ve výrazu: Neočekávaný operátor / Chyba ve výrazu: Neočekávaný operátor / Chyba ve výrazu: Neočekávaný operátor / Chyba ve výrazu: Neočekávaný operátor / Chyba ve výrazu: Neočekávaný operátor / Chyba ve výrazu: Neočekávaný operátor / Chyba ve výrazu: Neočekávaný operátor / Chyba ve výrazu: Neočekávaný operátor / Chyba ve výrazu: Neočekávaný operátor / Chyba ve výrazu: Neočekávaný operátor / Chyba ve výrazu: Neočekávaný operátor / Chyba ve výrazu: Neočekávaný operátor / -1.0000-0 | 100675 Q26783307 |                                                           | Na exponovaném místě v městském parku Smetanovy sady; obvod kmenů: od 320 cm do 387 cm |
| Hruška v brodských vinohradech  |                              | Uherský Brod 49°2′11″ s. š., 17°39′24″ v. d.                                         | hrušeň obecná                        | 328 | 105491 Q26790068 |                                                           | V zahrádkářské kolonii v lokalitě "Lysá hora" v blízkosti místní komunikace |
| Pilecká lípa †                  |                              | Uherský Brod 49°0′21″ s. š., 17°38′55″ v. d.                                         | lípa malolistá                       | 452 | 104685 Q26789328 |                                                           | U bývalého Pileckého mlýna, vlevo od silnice směr Uherský Brod-Nivnice; v blízkosti kříž s letopočtem 1807. Ochrana zrušena 18. května 2020                                                          |
| Františkův břek                 |                              | Vápenice u Starého Hrozenkova 48°57′15″ s. š., 17°50′31″ v. d.                       | jeřáb břek                           | 360 | 100688 Q26785717 |                                                           | U samoty asi 400 m severozápadně od kóty Příslop |
| Janův buk                       |                              | Vápenice u Starého Hrozenkova 48°57′15″ s. š., 17°50′31″ v. d.                       | buk lesní                            | 570 | 100687 Q26785715 |                                                           | U samoty asi 400 m severozápadně od kóty Příslop |
| Buky na Hrušové                 |                              | Velehrad 49°8′23″ s. š., 17°22′38″ v. d.                                             | buk lesní (2)                        | & Chyba ve výrazu: Neočekávaný operátor / Chyba ve výrazu: Neočekávaný operátor / Chyba ve výrazu: Neočekávaný operátor / Chyba ve výrazu: Neočekávaný operátor / Chyba ve výrazu: Neočekávaný operátor / Chyba ve výrazu: Neočekávaný operátor / Chyba ve výrazu: Neočekávaný operátor / Chyba ve výrazu: Neočekávaný operátor / Chyba ve výrazu: Neočekávaný operátor / Chyba ve výrazu: Neočekávaný operátor / Chyba ve výrazu: Neočekávaný operátor / Chyba ve výrazu: Neočekávaný operátor / Chyba ve výrazu: Neočekávaný operátor / Chyba ve výrazu: Neočekávaný operátor / Chyba ve výrazu: Neočekávaný operátor / -1.0000-0 | 100673 Q26783302 |                                                           | V lesním porostu, v těsné blízkosti kóty 389 vrchu Hrušová, přírodní park Chřiby |
| Buk lesní na Hrušové            |                              | Velehrad 49°8′22″ s. š., 17°22′38″ v. d.                                             | buk lesní                            | 352 | 100677 Q26785683 |                                                           | V lesním porostu, v těsné blízkosti kóty 389 vrchu Hrušová, přírodní park Chřiby |
| Klen ve Vlčí                    |                              | Vyškovec 48°55′47″ s. š., 17°51′18″ v. d.                                            | javor klen                           | 507 | 105084 Q26789663 |                                                           | na okraji remízku na prudším svahu v okrajové části roztroušené zástavby obce Vyškovec |
| Lípa u Šamáků                   |                              | Vyškovec 48°55′56″ s. š., 17°51′19″ v. d.                                            | lípa velkolistá                      | 502 | 105083 Q26789662 | Kategorie „Lípa u Šamáků (Vyškovec)“ na Wikimedia Commons | na okraji roztroušené zástavby obce Vyškovec |
| Mandincova lípa                 |                              | Vyškovec 48°56′18″ s. š., 17°50′14″ v. d.                                            | lípa velkolistá                      | 510 | 100683 Q26785701 |                                                           | U samoty čp. 15, asi 600 m východně od kóty Vyškovec |
| Rapantova lípa                  |                              | Vyškovec 48°56′6″ s. š., 17°50′31″ v. d.                                             | lípa velkolistá                      | 360 | 100684 Q26785705 |                                                           | Cca 100 m severozápadně od samoty čp. 30 |
| Antoškova oskeruše              |                              | Zlámanec 49°7′18″ s. š., 17°37′19″ v. d.                                             | jeřáb oskeruše                       | 450 | 105944 Q26790561 |                                                           | Na pastvině mezi obcemi Svárov a Zlámanec |
| Lípa na rozcestí                |                              | Zlechov 49°4′43″ s. š., 17°22′38″ v. d.                                              | lípa malolistá                       | 260 | 100668 Q26785670 |                                                           | Na travnatém pozemku vedle kříže z r. 1907, u křižovatky komunikací směrem na Tupesy a Břestek |